# Salah Aboud Mahmoud
Pour les articles homonymes, voir Aboud (homonymie).
Salah Aboud Mahmoud (en arabe : صلاح عبود محمود), né en 1942 à Falloujah (Irak) et mort le 21 juin 2024 à Amman (Jordanie), est un militaire et homme politique irakien.
Ancien général de l'armée irakienne, il a notamment commandé le 3e Corps irakien durant la guerre Iran-Irak, à la bataille de Khafji et à la bataille de 73 Easting pendant la guerre du Golfe de 1991. Il a également été gouverneur de la province chiite de Dhi Qar connue pour son hostilité au régime de Saddam Hussein.
En décembre 1994, Wafiq Al-Samarrai (en) fait défection en Jordanie et appelle les officiers (Salah Aboud Mahmoud y compris) à mener un coup d'État contre Saddam Hussein. Malgré ses liens avec les putschistes, Salah Aboud Mahmoud n'est pas exécuté. Il disparait à la suite de l'invasion de l'Irak par les Américains en 2003 et sa localisation est restée inconnue jusqu'à sa mort à Amman (Jordanie) en 2024.